# O Despertar do Amor
O Despertar do Amor também conhecida por Vénus acorda e acorda o Amor (em inglês: The Dawn of Love ou  Venus Now Wakes, and Wakens Love), é uma pintura a óleo sobre tela de do artista inglês William Etty, exibida pela primeira vez em 1828, e actualmente exposta no Russell-Cotes Art Gallery & Museum em Bournemouth. Baseada, abertamente, na obra de John Milton Comus (1634), mostra uma Vénus nua sentada numa cama, debruçada sobre o Amor que dorme, a tentar acordá-lo ao tocar-lhe nas suas asas. Embora Etty, de forma decorrente, inclua figuras nuas nos seus trabalhos, raramente os mostra em situações de intimidade física, tornando O Despertar do Amor um das suas pinturas mais invulgares. A livre sensualidade da pintura teve por objectivo apresentar ao observador uma passagem do enredo de Comus, no qual a heroína é tentada pelo desejo mas permanece racional e afastada.
Apesar de poucos críticos terem elogiado os elementos da sua composição e execução, O Despertar do Amor foi mal recebida quando da sua primeira exibição. Etty tinha anho a reputação de pintar, de forma muito real, as suas figuras, e a sua estilizada Vénus foi indevidamente tida como influenciada por artistas como Rubens, tal comosendo excessivamente voluptuosa e ilustrada com cores pouco reais, enquanto a pintura como um todo foi considerada com algum mau gosto e obscena. O Despertar do Amor não esteve entre as 133 pinturas exibidas na principal retrospectiva de 1849 dos trabalhos de Etty, e a sua exposição em Glasgow em 1899 deu origem a críticas pela sua alegada obscenidade. Em 1889, foi comprada por Sir Merton Russell-Cotes, e encontra-se na colecção da Russell-Cotes Art Gallery & Museum desde então.

## História
William Etty nasceu em 1787, e começou como aprendiz de pintor em Hull, na Inglaterra. Ao completar seu período de sete anos como aprendiz, ele se mudou para Londres, aos 18 anos, com a intenção de se tornar um pintor de história na tradição dos antigos mestres. Etty se inscreveu na Royal Academy, e depois de ter passado um ano estudando o renomado pintor Thomas Lawrence, ele voltou para a Royal Academy, onde passou a desenhar em algumas aulas e copiar outras pinturas. Etty não obteve êxito em nenhuma competição da Academia e todos os trabalhos que ele submeteu à Royal Academy Summer Exhibition na década de 1810 foram rejeitados. 

Em 1821 a Royal Academy aceitou e exibiu uma das obras de Etty, O Triunfo de Cleópatra (também conhecida como A Chegada de Cleópatra à Cilícia), na exposição de verão.